# Helina hesta
Helina hesta är en tvåvingeart som beskrevs av Feng 1995. Helina hesta ingår i släktet Helina och familjen husflugor.
Artens utbredningsområde är Sichuan (Kina). Inga underarter finns listade i Catalogue of Life.